# Кіслев

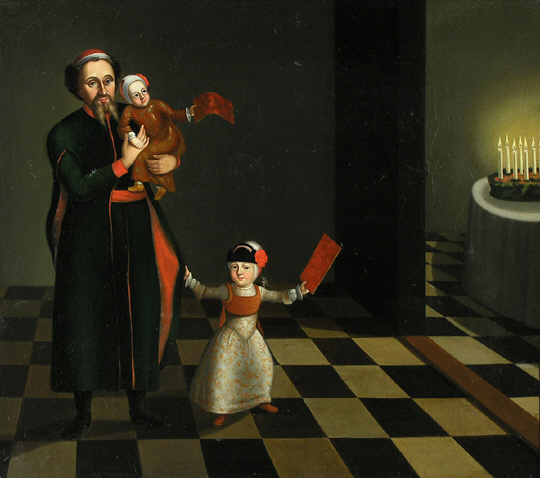
Ханука — Свято світла. 25 Кіслева

Кіслев (івр. כִּסְלֵו) — третій місяць у єврейському цивільному та дев'ятий місяць у релігійному календарі. Тривалість місяця Кіслев є змінною 29–30 днів. Місяць починається по відношенню до григоріанського календаря приблизно у середині листопада. На 25-й день місяця припадає початок свята Ханука, який відзначається в пам'ять про повстання Маккавеїв проти панування Селевкідів.
Назва Кіслев походить від акадської мови та означає «густий, щільний», що вказує на густі хмари зимових дощів. Всі юдейські назви місяців походять від часів Вавилонського полону. У Танасі назва місяця Кіслев зустрічається двічі: у Книзі пророка Захарія (Зах. 7:1) та у Книзі Неємії.